# Fundulopanchax marmoratus
Fundulopanchax marmoratus (лат.) — вид небольших (до 6 см) лучепёрых рыб из семейства нотобранхиевых отряда карпозубообразных. Обитает в небольшой области около Мбонге, Камерун. Вне типовой области в природе не обнаружен, поэтому считается находящимся под угрозой исчезновения.
Встречается в болотах, болотистых частях ручьев и небольших ручьях в прибрежных влажных тропических лесах. Предпочитаемый биотоп — стоячая вода над тёмным субстратом (опавшие листья, ил). Глубина воды в условно сухой сезон — около 30 см. Вода кислая, температура 20-26°C. Несезонный вид. Икра не требует подсушивания для развития.
Нерестовый субстрат при разведении в аквариуме — мох на дне, искусственные нити по всей высоте  аквариума. Икру можно переносить как в отдельный контейнер с водой и добавленным в неё противогрибковым препаратом, так и на влажный субстрат (торф, поролон). Срок инкубации икры в воде — 15–20 дней, стартовый корм — науплии артемии. Прыгуч.